# Platte slijkgaper
De platte slijkgaper (Scrobicularia plana) is een marien tweekleppig weekdier behorende tot de familie Semelidae.

## Beschrijving

### Schelpkenmerken
De schelp is zeer dunschalig en plat. De umbo ligt ongeveer in het midden. De voorzijde van de schelp is regelmatig afgerond, de achterzijde is heel zwak afgeknot. De buitenkant is bedekt met een groot aantal dicht op elkaar liggende groeilijnen. Er is een heterodont slot. De rechterklep heeft twee cardinale tanden, de linkerklep een. Er zijn geen laterale tanden. Onder de umbo bevindt zich in beide kleppen een driehoekige groeve. Dit is de resiliumgroeve. Hierin zit het inwendige deel van de slotband. Het uitwendige deel van de slotband is klein en zwak.

### Grootte van de schelp
- Lengte: tot 4 cm
- hoogte: tot 45mm.

### Kleur van de schelp
Grijswit of geelwit met een geelbruine opperhuid. Strandmateriaal is vaak blauw, wit of bruin verkleurd. Dit zijn echter na de dood van het dier door fossilisatie omstandigheden secundair verkregen kleuren.

### Habitat en leefwijze
Scrobicularia plana leeft bij voorkeur hoog in de getijdenzone in slikgebieden. De dieren graven zich diep in, tot ongeveer 30 centimeter. De schelp ligt meestal in horizontale positie in de bodem. Het dier heeft twee zeer lange sifonen (tot zo'n 25 cm lang) die van elkaar gescheiden zijn. Beide sifonen steken als het dier actief is boven het sediment uit, op enige afstand van elkaar waardoor het gebruikte water dat het dier via de uitstroomsifo verlaat niet terechtkomt in het water wat door de instroomsifo wordt opgenomen. De sifonen zijn zeer beweeglijk en kunnen ook de bodem in de omgeving op zoek naar voedsel (detritus en micro-organismen) aftasten. Scrobicularia is dus zowel een filteraar als een sedimentvoeder. De beweeglijkheid van de sifonen maakt dat zij veel door vissen en vogels worden gegeten. Het dier zelf zit meestal te diep ingegraven om gevangen te kunnen worden.
De soort is euryhalien.
Paleoecologisch wordt de soort gebruikt in de sedimentologie. Gefossiliseerde doubletten die nog in levenspositie staan geven aan dat op die diepte het toenmalig hoogste gedeelte van de getijdenzone aanwezig was. Dit gegeven, in combinatie met een C14-datering is een belangrijk gegeven voor de reconstructie van het toenmalige milieu en kan ook aangewend worden bij de reconstructie van zeespiegelveranderingen zoals de zeespiegelrijzing tijdens het Holoceen.

## Voorkomen
De soort is plaatselijk algemeen in de Waddenzee en op slikkige plaatsen in de provincie Zeeland. Op het Noordzeestrand zijn gewoonlijk alleen losse kleppen te vinden in de vloedlijn en in schelpenbanken.

### Fossiel voorkomen
In het Noordzeegebied is Scrobicularia plana sinds het Vroeg Pleistoceen bekend.

## Afleiding van de Nederlandse naam
De naam 'platte slijkgaper 'heeft betrekking op het feit dat deze soort zich ingraaft in slikgebieden. De naam is verwarrend omdat de schelpen vrijwel volledig op elkaar aansluiten en dus niet 'gapen'. Mogelijk verwijst dit deel van de naam naar dode exemplaren. Als het dier niet meer leeft en de complete schelp ligt los op het zand dan gaan de beide schelphelften wijd uit elkaar staan als gevolg van de grote elastische werking van het inwendige deel van de slotband.

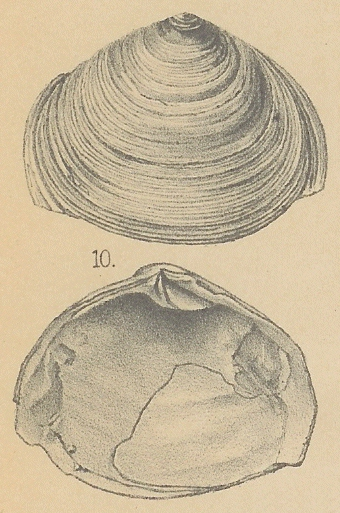
Scrobicularia plana fossiel uit mariene lagen uit het Eemien zoals afgebeeld door Lorié (1887)